# Lisa Gomes
Lisa Gomes é uma repórter brasileira, notória por ser a primeira repórter trans da TV aberta no Brasil. Trabalhou na RedeTV! entre os anos de 2013 e 2025.

## Carreira
Originalmente de Pernambuco, Lisa Gomes mora em São Paulo desde 2003. Ela se mudou para estudar teatro, já que sonhava em ser atriz. Fez cursos, mas entrou em conflito quando percebeu que não se identificava mais com personagens masculinos. Foi então que deu uma pausa e iniciou seu processo de transição, aos 30 anos. Além disso, começou a cursar jornalismo. Inicialmente, Lisa trabalhava como animadora de festa infantil e fazia eventos como drag queen através da sua personagem Lisa Crazy. Este último trabalho lhe possibilitou entrar para o Portal Arrasa Bi em 2006. Em 2013, foi contratada pela RedeTV!. Lisa começou como repórter drag do canal e passou pelos programas de João Kléber e Sônia Abrão, até se fixar no TV Fama. De acordo com ela, "a RedeTV! foi essencial no processo de transição da drag para a trans e, aos poucos fui desmontando a personagem drag queen e começando a trabalhar na minha imagem como mulher".
Durante a pandemia de COVID-19, investiu no seu canal do YouTube, "Lisa, Leve e Solta", onde aparecia entrevistando diversos famosos. Em maio de 2023, sofreu ataques transfóbicos de Bruno, da dupla Bruno & Marrone, antes de uma entrevista. Segundo Lisa, o incidente a deixou com traumas e ela pensou em desistir da carreira. Posteriormente, moveu um processo pedindo danos morais. Lisa depôs em julho de 2023, enquanto Bruno depôs em março de 2024. Em 2024, um inquérito policial sobre o episódio foi arquivado. Em julho de 2025, o secretário de Justiça e da Cidadania de São Paulo, Fábio Prieto de Souza, decidiu arquivar o procedimento administrativo.
Em setembro de 2024, Lisa teve que se afastar do TV Fama por questões de saúde. No dia 23 de dezembro de 2024, irá apresentar uma edição especial do TV Fama, tornando-se primeira mulher trans a apresentar um programa na TV aberta brasileira.

## Vida pessoal
Desde 2018, é casada com o empresário Paulo Roberto. Cunhada do cantor Nahim, que morreu em junho de 2024, Lisa sofreu diversos ataques transfóbicos questionando o parentesco.